# Британский канал
Брита́нский кана́л — пролив на северо-востоке Баренцева моря в архипелаге Земля Франца-Иосифа, Архангельская область, Россия.

## География
Разделяет острова Гукера, Кётлица и Луиджи с востока и Землю Георга с запада и остров Брюса с юга.
На юге через проливы Де-Брюйне (между островами Гукера и Брюса) и Найтингейл (между островами Брюса и Земля Георга) Британский канал соединяется с Баренцевым морем. На севере он выходит на открытое пространство Северного Ледовитого океана.
Наибольшая глубина в проливе составляет 522 м в районе между островами Кётлица и Земля Георга.
Пролив является водоразделом между западной и центральной частями архипелага Земля Франца-Иосифа.